# 硒酸金
硒酸金是一种无机化合物，化学式为Au2(SeO3)2(SeO4)，难溶于水。

## 制备
硒酸金由98%的硒酸和金加热反应得到：
{\displaystyle {\rm {2Au+4H_{2}SeO_{4}{\overset {\triangle }{=\!=}}Au_{2}(SeO_{3})_{2}(SeO_{4})+H_{2}SeO_{3}+3H_{2}O}}}
但是，直到一百年后，生成的这种橙黄色物质才被人们确定为Au2(SeO3)2(SeO4)，而非Au2(SeO4)3。

## 化学性质
硒酸金高温分解产生金、二氧化硒和氧气。
和盐酸反应，得到四氯合金(I)酸和二氧化硒，并放出氯气。